# Wesoła (Ściborowice)
Wesoła – część wsi Ściborowice w Polsce, położona w województwie opolskim, w powiecie krapkowickim, w gminie Krapkowice. Historycznie leży na Górnym Śląsku, na ziemi prudnickiej.
W latach 1975–1998 Wesoła administracyjnie należała do ówczesnego województwa opolskiego.

## Nazwa
2 kwietnia 1949 r. nadano miejscowości, wówczas administracyjnie związanej ze Ściborowicami i należącej do powiatu prudnickiego, polską nazwę Wesoła. Nazwa wywodzi się od słowa „wesoły”.

## Historia

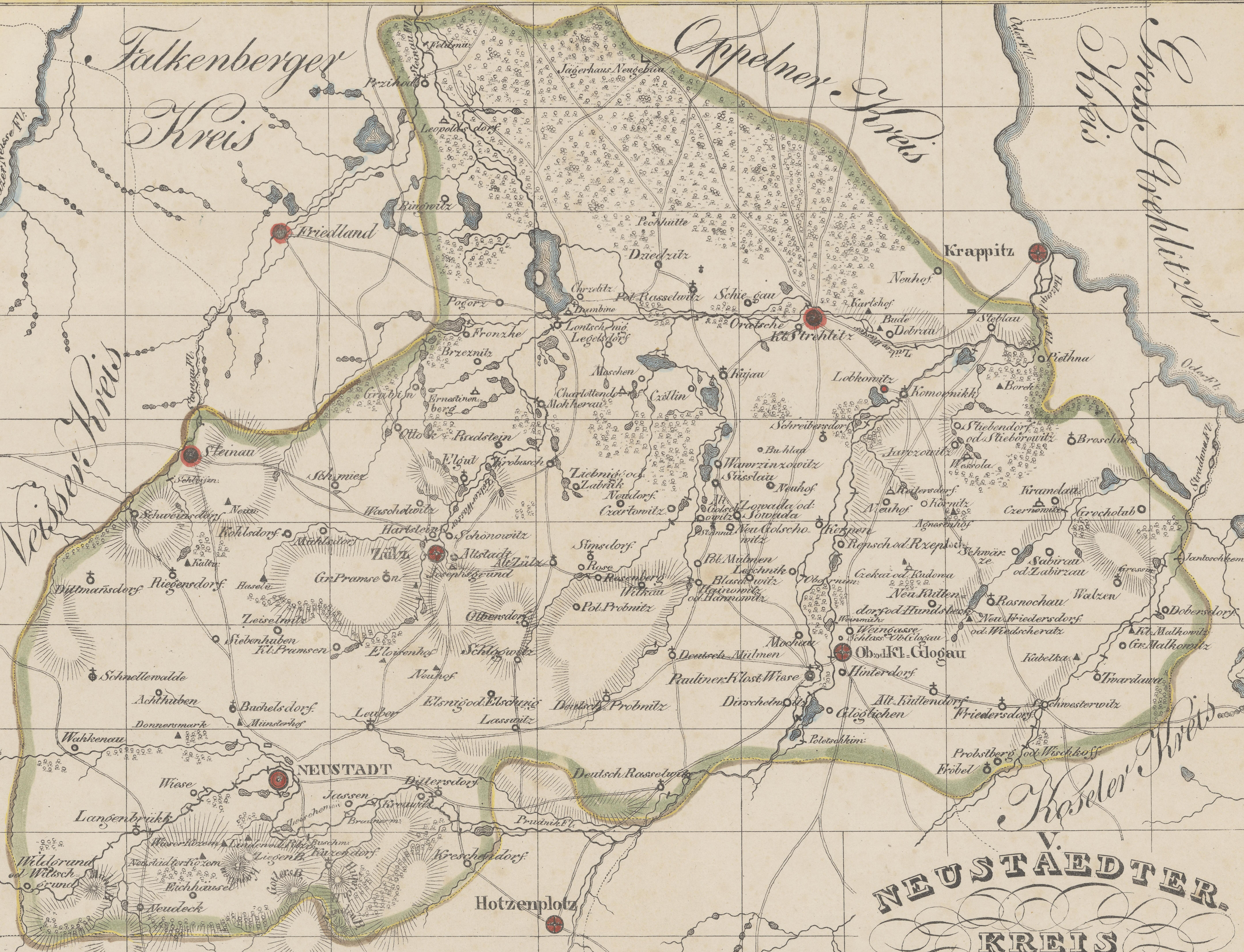
Wesoła (Wessola) wśród miejscowości ziemi prudnickiej na mapie z XIX wieku

Początek istnienia Wesołej miała dać karczma dla robotników leśnych, która miała być w posiadaniu rodziny Torków. Prawdopodobnie założenie tej kolonii miało miejsce na przełomie XVII i XVIII w.
W 1921 w zasięgu plebiscytu na Górnym Śląsku znalazła się tylko część powiatu prudnickiego. Wesoła znalazła się po stronie wschodniej, w obszarze objętym plebiscytem.
W spisie gromad i miejscowości w powiecie prudnickim na dzień 1 stycznia 1953 wymieniono Wesołą jako przysiółek Ściborowic. W 1966 w przysiółku mieszkało 60 osób.

## Demografia
1887 r. - 88
1928 r. - 62
Współcześnie ok. 40 osób. 

## Religia
Kolonia przynależy do parafii rzymskokatolickiej w Komornikach.

## Bezpieczeństwo
Do 1998 bezpieczeństwo pożarowe w Wesołej było nadzorowane przez Komendę Rejonową PSP w Prudniku.
Miejscowość jest pod opieką dzielnicowego rejonu służbowego nr 6 Komendy Powiatowej Policji w Krapkowicach.
Teren miejscowości, jak i całej gminy Krapkowice, położony jest w strefie nadgranicznej w związku z czym Straż Graniczna dysponuje, na tym obszarze, specjalnymi kompetencjami w zakresie bezpieczeństwa. Gminę Krapkowice obejmuje zasięgiem służbowym placówka Straży Granicznej w Opolu ze Śląskiego Oddziału SG.